# Sigillina grandissima
Sigillina grandissima är en sjöpungsart som beskrevs av Kott 1990. Sigillina grandissima ingår i släktet Sigillina och familjen Holozoidae. Inga underarter finns listade i Catalogue of Life.